# Николаева, Галина Евгеньевна
Гали́на Евге́ньевна Никола́ева (настоящая фамилия Воля́нская; 5 (18) февраля 1911 года — 18 октября 1963 года) — русская советская писательница, поэтесса, драматург, журналистка, врач. Лауреат Сталинской премии первой степени (1951).

## Биография
Галина Волянская родилась в деревне Усманка (ныне это Новорождественское сельское поселение, Томский район Томской области) 5 (18) февраля 1911 года (по другим данным — 4 марта 1911) в семье юриста Евгения Ивановича Волянского, мать была учительницей. После рождения дочери семья переселилась 60 км северо-западнее, в село Мазалово. Детство провела в Томске. Здесь, в 1916 году, она ходила в детский сад при гимназии Тихонравовой. В 1930 году окончила школу.
В 1930—1935 годах училась в медицинском институте в Горьком. В 1935—1939 годах была аспирантом, а потом ассистентом кафедры фармакологии того же института. В 1938—1942 годах работала преподавателем Горьковского медицинского техникума. В 1937 году её отец и муж были арестованы (впоследствии оба реабилитированы).
В годы Великой Отечественной войны была определена как вольноопределяющийся медик в составе РККА, с июля 1942 года работала врачом во фронтовом эвакопункте № 73 эвакогоспиталя № 6 Сталинградского фронта, с 1944 года в Сталинградском эвакогоспитале № 56, затем в госпиталях Северного Кавказа. Во время эвакуации раненых из Сталинграда была контужена.
В 1948—1950 годах работала корреспондентом «Литературной газеты».
В 1945 году в журнале «Знамя» были опубликованы стихи Галины Николаевой. Затем там же был напечатан роман «Жатва» (1950), ставший основой фильма В. И. Пудовкина «Возвращение Василия Бортникова» (1952), о послевоенном восстановлении колхозного хозяйства, о людях северного села с их жизненными коллизиями.
В романе «Битва в пути» (1957) создала широкую панораму общественной жизни в СССР 1950-х годов, ярко показаны межличностные отношения. В 1961 году режиссёром Владимиром Басовым был снят фильм «Битва в пути». Роман неоднократно ставился на сценах театров СССР: Театр имени Моссовета (1958), Московский Художественный театр, Саратовский театр драмы (1959), Русский драматический театр Литвы (1960).
Выступила с активным осуждением Б. Пастернака. На собрании московских писателей 31 октября 1958 года она, в частности, сказала:
Всё это, вместе взятое, заставляет нас быть единодушным — то есть не только исключить его из Союза, но просить правительство сделать так, чтобы человек этот не носил высокого звания советского гражданина. […] Мы знаем, что за рубежом много у нас врагов, пусть будет еще одним больше — дело коммунизма от этого не пострадает, и мы будем продолжать строить наше коммунистическое общество. И я присоединяюсь к тому, что не место этому человеку на Советской земле.
Последние годы своей жизни страдала тяжёлой болезнью сердца, практически не могла обходиться без посторонней помощи. Из дневников Николаевой следует, что болезнь очень ограничивала её в жизни, она с мужем жили, преимущественно, в дачном доме. Будучи врачом по образованию, Николаева прекрасно понимала прогноз развития своей болезни.
Была замужем за журналистом и драматургом Максимом Сагаловичем. В предисловии к роману «Битва в пути» она указала: «Максиму, которому я обязана и этой книгой, и жизнью». Сагалович написал воспоминания о жене. 
Скончалась Галина Евгеньевна Николаева 18 октября 1963 года. Похоронена в Москве на Новодевичьем кладбище (участок № 8).

## Творчество
«Жатва» — роман, посвящённый одной из обязательных тем послевоенного времени: превращению колхоза, оказавшегося из-за войны отстающим, в образцовое хозяйство под руководством партии. Намёки на действительные недостатки и отзвук подлинной человечности выделяют это произведение среди массовой продукции социалистического реализма. Несколько отчётливее эти качества проявляются в романе «Битва в пути», где имеется в виду путь к настоящему коммунизму, о котором пропаганда твердила в первые послесталинские годы; битва на этом пути изображена писательницей не только в оптимистических красках: здесь и психологическая углублённость любовных отношений, и жизненно верное изображение выпуска продукции под руководством догматиков-партработников. В переработанной редакции 1959 роман стал одним из хрестоматийных произведений.

### Стихи, очерки, повести, романы
- новелла «Гибель командарма» (1945)[1]
- сборник стихов «Сквозь огонь» (1946)
- очерк «Колхоз „Трактор“» (1948)
- очерк «Черты будущего» (1949)
- очерк «Елизар Куратов. Кузнец первого класса»
- роман «Жатва» (1950)
- «Повесть о директоре МТС и главном агрономе» (1954)
- роман «Битва в пути» (1957)
- сборник «Сказки»
- дневник «Наш сад» (1963)

### Пьесы (в соавторстве сС. Радзинским)
- Василий Бортников (Высокая волна, 1952)
- Первая весна (1955)

### Экранизации
- 1953 — Возвращение Василия Бортникова
- 1959 — В степной тиши
- 1961 — Битва в пути
- 1967 — Про чудеса человеческие

## Награды и премии
- Сталинская премия первой степени (1951) — за роман «Жатва» (1950)
- два ордена Трудового Красного Знамени (в том числе 07.03.1960[10])
- медали

## Память
- В 1969 году в деревне Мазалово Томской области была установлена стела писательнице работы томского скульптора Л. Л. Майорова, создан музей Г. Николаевой.
- В Томской областной Пушкинской библиотеке хранится часть её личной библиотеки.
- В Войковском районе Москвы Центральная библиотека № 63 носит имя Галины Николаевой[11].
- В Москве на доме, где жила Галина Николаева (Новослободская ул., 54-56), установлена мемориальная доска.
- В Томске МАОУ СОШ № 15 в 1975 году присвоено имя Галины Николаевой, в школе также создан музей.